# 卡羅帚齒非鯽
卡羅帚齒非鯽，為輻鰭魚綱鱸形目隆頭魚亞目慈鯛科的其中一種，被IUCN列為極危保育類動物，分布於非洲喀麥隆Barombi-Mbo湖流域，體長可達18.6公分，棲息在底層水域，生活習性不明。

## 擴展閱讀
維基物種上的相關：卡羅帚齒非鯽